# BWF International Series 2017
Die BWF International Series 2017 war die elfte Auflage der BWF International Series im Badminton.

## Turniere und Sieger
| Veranstaltung           | Herreneinzel            | Dameneinzel           | Herrendoppel                                     | Damendoppel                                         | Mixed                                          |
| ----------------------- | ----------------------- | --------------------- | ------------------------------------------------ | --------------------------------------------------- | ---------------------------------------------- |
| Estland                 | Raul Must               | Delphine Lansac       | Bastian Kersaudy Julien Maio                     | Mariya Mitsova Petya Nedelcheva                     | Rodion Alimov Alina Davletova                  |
| Schweden                | Toby Penty              | Mia Blichfeldt        | Konstantin Abramov Alexandr Zinchenko            | Clara Nistad Emma Wengberg                          | Mikkel Mikkelsen Mai Surrow                    |
| Iceland                 | Subhankar Dey           | Yang Li Lian          | Paweł Prądziński Jan Rudziński                   | Lydia Cheah Li Ya Yang Li Lian                      | Callum Hemming Fee Teng Liew                   |
| Nouméa                  | Ashwant Gobinathan      | Wendy Chen            | Matthew Chau Sawan Serasinghe                    | Setyana Mapasa Gronya Somerville                    | Sawan Serasinghe Setyana Mapasa                |
| Uganda                  | Georges Paul            | Shamim Bangi          | Alwin Francis Tarun Kona                         | Doha Hany Hadia Hosny                               | Bahaedeen Ahmad Alshannik Domou Amro           |
| Jamaica                 | Søren Toft Hansen       | Rachel Honderich      | Venkatesh Prasad Jagadish Yadav                  | Leanne Choo Rachel Honderich                        | Toby Ng Rachel Honderich                       |
| Portugal                | Subhankar Dey           | Sayaka Takahashi      | Kazuaki Oshima Yuta Yamasaki                     | Chisato Hoshi Naru Shinoya                          | Anton Kaisti Jenny Nyström                     |
| Peru                    | Ygor Coelho             | Michelle Li           | Alwin Francis Tarun Kona                         | Daniela Macías Dánica Nishimura                     | Mario Cuba Katherine Winder                    |
| Kuba                    | Osleni Guerrero         | Laura Sárosi          | Osleni Guerrero Leodannis Martínez               | Laura Sárosi Mariana Ugalde                         | Leodannis Martínez Tahimara Oropeza            |
| Niederlande             | Anand Pawar             | Irina Amalie Andersen | Oliver Leydon-Davis Lasse Mølhede                | Cisita Joity Jansen Birgit Overzier                 | Anton Kaisti Jenny Nyström                     |
| Surabaya                | Shesar Hiren Rhustavito | Kisona Selvaduray     | Wahyu Nayaka Ade Yusuf                           | Soong Fie Cho Tee Jing Yi                           | Ou Xuanyi Liu Lin                              |
| Slowenien               | Erik Meijs              | Julie Dawall Jakobsen | Matijs Dierickx Freek Golinski                   | Olga Arkhangelskaya Natalia Rogova                  | Mikkel Mikkelsen Mai Surrow                    |
| Mauritius               | Goh Giap Chin           | Shikha Gautam         | Fabio Caponio Giovanni Toti                      | Lisa Kaminski Hannah Pohl                           | Yogendran Krishnan Prajakta Sawant             |
| Mongolei                | Park Sung-min           | Nguyễn Thùy Linh      | Jung Jung-young Shin Hee-kwang                   | Han So-yeon Ko Hye-ryeon                            | Jung Jung-young Ko Hye-ryeon                   |
| Malaysia                | Loh Kean Yew            | Kisona Selvaduray     | Lee Jian Yi Lim Zhen Ting                        | Soong Fie Cho Tee Jing Yi                           | Yantoni Edy Saputra Marsheilla Gischa Islami   |
| USA                     | Kento Momota            | Jamie Hsu             | Vinson Chiu Tony Gunawan                         | Annie Xu Kerry Xu                                   | Toby Ng Josephine Wu                           |
| Waikato                 | Erik Meijs              | Brittney Tam          | Su Li-wei Ye Hong-wei                            | Li Zi-qing Teng Chun-hsun                           | Ricky Widianto Richi Puspita Dili              |
| Bulgarien               | Lakshya Sen             | Neslihan Yiğit        | Mathias Thyrri Søren Toft Hansen                 | Gabriela Stoeva Stefani Stoeva                      | Alex Vlaar Iris Tabeling                       |
| Carebaco                | Kevin Cordón            | Jamie Subandhi        | Gareth Henry Samuel Ricketts                     | Daniela Macías Dánica Nishimura                     | Daniel La Torre Dánica Nishimura               |
| Griechenland            | Kim Bruun               | Neslihan Yiğit        | Kasper Antonsen Niclas Nøhr                      | Özge Bayrak Cemre Fere                              | Rohan Kapoor Kuhoo Garg                        |
| Sydney                  | Lin Chun-yi             | Hung En-tzu           | Yohan Hadikusumo Wiratama Albertus Susanto Njoto | Hung En-tzu Lin Jhih-yun                            | Ye Hong-wei Teng Chun-hsun                     |
| Singapur                | Loh Kean Yew            | Ruselli Hartawan      | Kenas Adi Haryanto Mohamed Reza Pahlevi Isfahani | Nisak Puji Lestari Rahmadhani Hastiyanti Putri      | Andika Ramadiansyah Mychelle Chrystine Bandaso |
| Mexiko                  | Kevin Cordón            | Jennie Gai            | Jason Ho-Shue Nyl Yakura                         | Daniela Macías Dánica Nishimura                     | Daniel La Torre Dánica Nishimura               |
| Polen                   | Lee Zii Jia             | Ayla Huser            | Nhat Nguyen Paul Reynolds                        | Jenny Moore Victoria Williams                       | Kristoffer Knudsen Isabella Nielsen            |
| Äthiopien               | Misha Zilberman         | Lekha Shehani         | M. R. Arjun Shlok Ramchandran                    | Waduthantri Kavindika Binari De Silva Lekha Shehani | Misha Zilberman Svetlana Zilberman             |
| Guatemala               | Kevin Cordón            | Daniela Macías        | Phillip Chew Ryan Chew                           | Daniela Macías Dánica Nishimura                     | Leodannis Martínez Tahimara Oropeza            |
| Mercosul                | Luis Ramón Garrido      | Fabiana Silva         | Jonathan Solís Rodolfo Ramírez                   | Paula Pereira Fabiana Silva                         | Artur Silva Pomoceno Fabiana Silva             |
| Dominikanische Republik | Osleni Guerrero         | Jamie Hsu             | Osleni Guerrero Leodannis Martínez               | Nairoby Abigail Jiménez Licelott Sanchez            | Leodannis Martínez Tahimara Oropeza            |
| Ägypten                 | Sam Parsons             | Aliye Demirbağ        | Yogendran Krishnan Jonathan Persson              | Alesia Zaitsava Anastasiya Cherniavskaya            | Yogendran Krishnan Prajakta Sawant             |
| Laos                    | Kantawat Leelavechabutr | Nguyễn Thùy Linh      | Muhammad Syawal Mohd Ismail Lukhi Apri Nugroho   | Kittipak Dubthuk Natcha Saengchote                  | Lukhi Apri Nugroho Ririn Amelia                |
| Pakistan                | Lê Đức Phát             | Mahoor Shahzad        | Rizwan Azam Sulehri Kashif Ali                   | Palwasha Bashir Khizra Rasheed                      | Dipesh Dhami Shova Gauchan                     |
| Marokko                 | Lucas Claerbout         | Martina Repiská       | Florent Riancho Bjorn Seguin                     | Kristin Kuuba Helina Rüütel                         | Milan Dratva Martina Repiská                   |
| Suriname                | Brian Yang              | Tahimara Oropeza      | Dennis Coke Samuel Ricketts                      | Monyata Riviera Tamisha Williams                    | Leodannis Martínez Tahimara Oropeza            |
| Norwegen                | Hermansyah              | Saili Rane            | Joel Eipe Philip Seerup                          | Alexandra Bøje Sara Lundgaard                       | Gregory Mairs Jenny Moore                      |
| Botswana                | Luis Ramón Garrido      | Johanita Scholtz      | Adarsh Kumar Jagadish Yadav                      | Michelle Butler-Emmett Jennifer Fry                 | Andries Malan Jennifer Fry                     |
| Indien                  | Lakshya Sen             | Tanishq Mamilla Palli | Arun George Sanyam Shukla                        | Putri Sari Dewi Citra Jin Yujia                     | Chen Tang Jie Goh Liu Ying                     |
| Sambia                  | Misha Zilberman         | Kate Foo Kune         | Georges Paul Aatish Lubah                        | Silvia Garino Lisa Iversen                          | Jonathan Persson Kate Foo Kune                 |
| Irland                  | Alexander Roovers       | Anna Thea Madsen      | Alexander Dunn Adam Hall                         | Émilie Lefel Anne Tran                              | Gregory Mairs Jenny Moore                      |
| Südafrika               | Maxime Moreels          | Vaishnavi Reddy Jakka | Tarun Kona Saurabh Sharma                        | Michelle Butler-Emmett Jennifer Fry                 | Andries Malan Jennifer Fry                     |
| Türkei                  | Lucas Claerbout         | Özge Bayrak           | Alexander Dunn Adam Hall                         | Bengisu Erçetin Nazlıcan İnci                       | Peter Käsbauer Olga Konon                      |
| Nepal                   | Shreyansh Jaiswal       | Deng Xuan             | Danny Bawa Chrisnanta Terry Hee                  | Aparna Balan K. P. Sruthi                           | Vighnesh Devlekar Harika Veludurthi            |